# Hathihawa
Hathihawa (nep. हथिहवा) – gaun wikas samiti w zachodniej części Nepalu w strefie Lumbini w dystrykcie Kapilvastu. Według nepalskiego spisu powszechnego z 2001 roku liczył on 996 gospodarstw domowych i 7065 mieszkańców (3321 kobiet i 3744 mężczyzn).